# Tange å
Tange å är ett vattendrag på Jylland i Danmark.   Det ligger i Silkeborgs och Viborgs kommuner. Den passerar Kjellerup. Tange å mynnar ut i Tange Sø som i sin tur avvattnas genom Gudenå.